# 양현종 (야구 선수)
양현종(2006년 8월 15일 ~ )은 KBO 리그 키움 히어로즈의 내야수이다.

## 키움 히어로즈시절
2025년에 입단하였다. 2025년 3월 29일 SSG 랜더스와의 경기에 출전하며 데뷔 첫 경기를 치렀고, 경기에서 2타수 무안타 1득점 1볼넷 1삼진을 기록하였다.

## 출신 학교
- 대구옥산초등학교
- 협성경복중학교
- 대구고등학교